# Pseudocoremia terrena
Pseudocoremia terrena là một loài bướm đêm trong họ Geometridae.